# Степанова, Надежда Ананьевна
Надежда Ананьевна Степанова ― российский бурятский религиозный деятель, Верховная шаманка Бурятии.

## Биография
Родилась в 1948 году в селе Загустай Кижингинского района Бурят-Монгольской АССР. Потомственная шаманка по материнской линии. Её мать родом с острова Ольхон, который находится на озере Байкал. По словам Степановой, с раннего детства обладала сверхъестественной способностью видеть и слышать потусторонний мир.
Узнав о её способностях, родители отвели её к шаману. Он провёл обряд, который на некоторое время избавил от голосов и видений, но они возникли вновь в зрелом возрасте. Чтобы избавиться от болезни Надежда Степанова решила принять сан шаманки и своим даром помогать людям, своей энергией лечить больных.
Учителями у неё были Верховный шаман Бурятии Леонтий Абзаевич Борбоев и знаменитый монгольский шаман Цэрэн Гэгээн. 
Окончила библиотечный факультет Восточно-Сибирского института культуры.
Став шаманкой стала активно ездить по Бурятии, России и выезжать за рубеж, работать вместе с психотерапевтами, психологами и психиатрами.
В 1993 году Степанова организовала впервые после 1920-1930-х годов прошлого столетия крупный всеобщий тайлган на острове Ольхон с участием шаманов Бурятии, Иркутской и Читинской областей и учёных Бурятского филиала СО РАН профессоров Ксенией Герасимовой, Т.М. Михайлова, И.С. Урбанаевой и др. 
Организовала всеобщие тайлганы, посвящённые памяти великого Чингисхана - «Человека второго тысячелетия» и выездные - с участием шаманов ассоциации «Хэсэ Хэнгэрэг» и местных шаманов на святых местах Баргузинской долины в 1994 году, Тункинской долины (1995), тайлган Буха Ноёну на «Священной поляне» Далахайя с участием монгольского шамана Цэрэн Гэгээна.
Постоянный участник международных конференций и симпозиумов, проводимых в европейских странах. Принимала участие во второй конференции в городе Граце, где медики разных стран и люди с необычными способностями обсуждали вопрос, как объединить традиционную и нетрадиционную медицины.
В Италии была издана книга «Надя Степанова, призывающая Богов. История жизни бурятской шаманки» и снят документальный фильм Констанцио Алеоне «Надя Степанова — сильная духом женщина». Организовала школы обучения шаманскому искусству в Италии и Франции.
Является членом межрелигиозного комитета ЮНЕСКО (1998), координатор ассоциации «Шаманы мира». Президент организации "Духовный центр бурятской народной религии "Боо мургэл", Президент Общества центрально-азиатского шаманизма.
Степанова неоднократно встречалась с Его Святейшеством Далай-ламой ХIV, с Налхай Норбо Ремпоче, выдающимся современным религиозным деятелем Сатья Саи Бабой, была на приёме у Святейшего Папы Римского Иоанна Павла II.